# Palpita roboralis
Palpita roboralis là một loài bướm đêm trong họ Crambidae.